# トーマス・トゥヘル
トーマス・トゥヘル（Thomas Tuchel、1973年8月29日- ）は、西ドイツ・クルムバッハ出身の元サッカー選手、現サッカー指導者。現役時代のポジションはDF。

## 経歴
現役時代はDF。ユースクラブTSVクルムバッハからキャリアをスタートさせ、1988年から当時4部のFCアウクスブルクへ移籍。その後キャリアを重ねるも2部リーグのシュトゥットガルター・キッカーズが最高で、1998年膝のケガにより24歳にて引退。
引退直後から指導者を志し、バーでアルバイトをしながら大学に通い、指導者の資格を取得。26歳の時にVfBシュトゥットガルトU-15の監督に就任すると育成分野で知られる存在となる。2008年には1.FSVマインツ05U-19をU-19ブンデスリーガで優勝させた事が評価され、ドイツ・ブンデスリーガ2009-10開幕4日前に前監督のヨルン・アンデルセン解雇に伴いトップチームへ引き揚げられ、36歳にして監督に就任した。この背景には当時ドイツサッカー協会のテクニカルディレクターを努めていたマティアス・ザマーが若手監督の養成に力を入れていたことがある。
2009-10シーズンはリーグ9位の成績を残した。2010-2011シーズンではハンブルガーSVに敗れるまでリーグタイの7連勝を達成し、シーズン終了後にはクラブ過去最高の5位の結果となった。2013-14シーズンはリーグ7位となり、翌シーズンのUEFAヨーロッパリーグ出場権を獲得した。2014年5月11日、クリスティアン・ハイデルSDより「実質的に辞任」と契約を1年残しての退任を発表した。

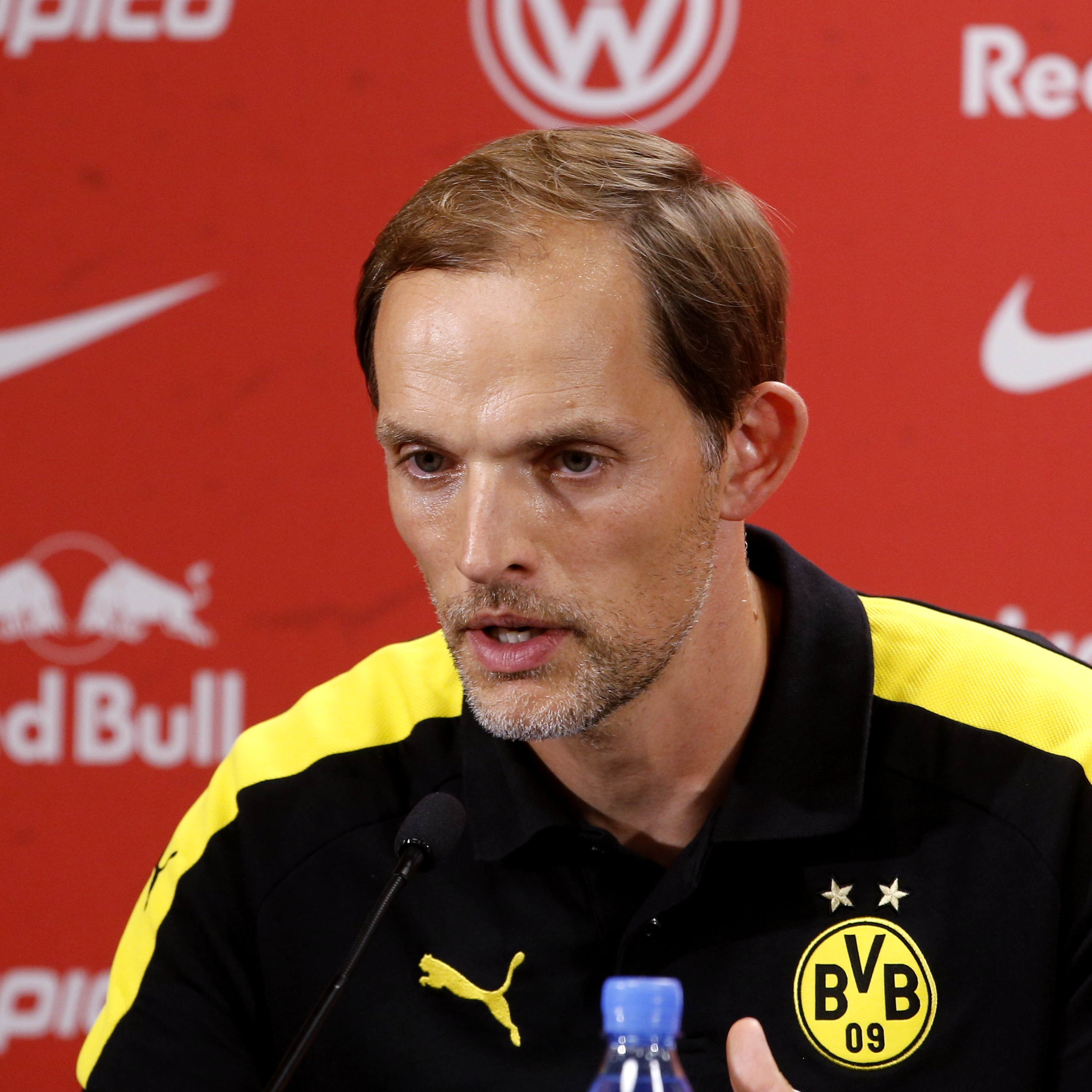
ボルシア・ドルトムント監督時代（2016年）

ユルゲン・クロップの後任として2015年7月1日より3年契約でボルシア・ドルトムントの監督に就任。2017年5月30日、退任することが発表された。リーグこそ2位に終わるも、マッツ・フンメルス、ヘンリク・ムヒタリアン、イルカイ・ギュンドアンなど多くの主力選手の移籍により大幅な入れ替えを余儀なくされた他、さらにウスマン・デンベレ、エムレ・モル、ラファエル・ゲレイロ、アレクサンデル・イサクをはじめとした若手を積極的に登用。結果として、勝ち点64ながら、チャンピオンズリーグ出場権の獲得に成功。2016-17シーズンではDFBポカールを優勝し5年ぶりのタイトル獲得を成し遂げたが、以前から噂されていたハンス＝ヨアヒム・ヴァツケCEOとの確執が深まる一方となり2018年までの契約を残したまま200万ユーロ以下の違約金を支払う形で契約を解除した。
2018年5月14日、パリ・サンジェルマンFCはトゥヘルと2年契約を締結したことを発表した。2019-20シーズンにはリーグ戦、カップ戦含め国内4冠達成、UEFAチャンピオンズリーグにおいてクラブ史上初の決勝進出に導いている。2020年12月24日、パリ・サンジェルマンの監督を解任された。
PSG解任から約1ヶ月後の2021年1月26日、フランク・ランパードの後任としてチェルシーFCの監督に就任することが発表。チームをUEFAチャンピオンズリーグ優勝に導き、6月4日には新たに4年契約を締結した。7月にキッカー誌が選出するドイツ年間最優秀監督に選出され、8月26日にはUEFA年間最優秀監督賞を受賞した。2022年9月7日、チームが前日のチャンピオンズリーグ開幕戦でディナモ・ザグレブに1-0で敗れたことを受け、監督を解任された。
2023年3月24日、ユリアン・ナーゲルスマンの後任としてバイエルン・ミュンヘンの監督に就任した。任期は2025年6月30日まで。2024年2月21日、9年ぶりの公式戦3連敗を喫したことを受け、成績不振により2024年6月限りで退任することが発表された。
2024年10月、イングランド代表監督の就任を発表し、翌2025年1月より指揮を執る。

## 指導の特徴
工夫が凝らされ、飽きずに常に頭を使い状況判断が必要な練習を実施するのが特徴である。マインツ時代にトゥヘルの指導を受けた岡崎慎司は「毎週違う練習をやっている。同じメニューだったことは一度もない」とその練習メニューの豊富さを語っている。代表的な練習上の工夫は以下のようなものである。
- 黄色と白の二色のボールを用意し色によってタッチのルールを変える[16]
- ハーフコートの四隅にゴールを設置する[16]
- 縦長のピッチを用意しバックパスを一回に制限する[16]
- ほぼ全てのミニゲームにおいて「オフサイド・ルール」を無効にする[17]
- バナナ型や壷形のエリアでプレイさせる[18]

## 戦術の特徴
- 対戦相手ごとに細かく戦術を変える[18]
- ポゼッションを重視するかと思えばフォアチェックからの高速カウンターを仕掛けるなど多彩なコンビネーションサッカーを見せる[18]
- 試合中でも時間帯、状況によって布陣を変え、戦い方に変化を付ける[18]
- マンマーク的プレッシング(相手CBにFWがマンマーク、およびCB/GKからのパスの受け手にも密着する)守備のスタートラインがほぼ相手GKとほぼ等しい位置となる[18]

## 監督成績
2024年5月18日現在
| アウクスブルクII         | 2007年 7月1日  | 2008年 6月30日  | 34  | 20  | 8   | 6   | 058.82 |
| マインツ05               | 2009年 8月3日  | 2014年 5月11日  | 184 | 72  | 46  | 66  | 039.13 |
| ボルシア・ ドルトムント  | 2015年 6月29日 | 2017年 5月30日  | 107 | 67  | 23  | 17  | 062.62 |
| パリ・ サンジェルマン    | 2018年 5月14日 | 2020年 12月24日 | 127 | 95  | 13  | 19  | 074.80 |
| チェルシー               | 2021年 1月26日 | 2022年 9月7日   | 100 | 60  | 24  | 16  | 060.00 |
| FCバイエルン• ミュンヘン | 2023年 3月24日 | 2024年 5月18日  | 61  | 37  | 8   | 16  | 060.66 |
| 合計                     | 合計           | 合計            | 613 | 351 | 122 | 140 | 057.26 |

## タイトル

### 指導者時代

#### クラブ
ボルシア・ドルトムント
- DFBポカール : 2016-17

パリ・サンジェルマン
- リーグ・アン : 2回 (2018-19, 2019-20)
- クープ・ドゥ・フランス : 1回 (2019-20)
- クープ・ドゥ・ラ・リーグ : 1回 (2019-20)
- トロフェ・デ・シャンピオン : 2回 (2018, 2019)

チェルシー
- UEFAチャンピオンズリーグ : 1回 (2020-21)
- UEFAスーパーカップ : 1回 (2021)
- FIFAクラブワールドカップ : 1回 (2021)

バイエルン・ミュンヘン
- ブンデスリーガ : 1回 (2022-23)